# Cáo nhỏ Bắc Mỹ
Cáo nhỏ Bắc Mỹ hay Cáo nhỏ (danh pháp hai phần: Vulpes macrotis) là một loài cáo thuộc họ Chó, bộ Ăn thịt, sinh sống tại Bắc Mỹ với phạm vi chủ yếu là vùng Tây Nam Hoa Kỳ, miền Bắc và miền Trung Mexico. Một số nhà hữu nhũ học xếp chúng vào cùng loài với cáo chạy nhanh, V. velox, nhưng hệ thống phát sinh chủng loại phân tử chỉ ra đây là hai loài khác biệt. Loài này được Merriam mô tả năm 1888.

## Phân bố và môi trường sống
Điểm cực Bắc trong phạm vi phân bố của loài cáo nhỏ Bắc Mỹ là vùng nội địa khô cằn ở Oregon trong khi giới hạn về phía Đông của chúng là vùng Tây Nam Colorado. Loài có thể được tìm thấy dọc Nevada, Utah, Đông Nam California, Arizona, New Mexico đến vùng Tây Texas.
Cáo nhỏ Bắc Mỹ ưa thích khí hậu khô cằn như ở những bụi rậm sa mạc hoặc đồng cỏ song chúng cũng có thể xuất hiện ở những khu vực đô thị hoặc nông nghiệp. Loài thường ở độ cao 400 đến 1.900 mét (1.300 đến 6.200 ft) so với mực nước biển.

## Phân loài

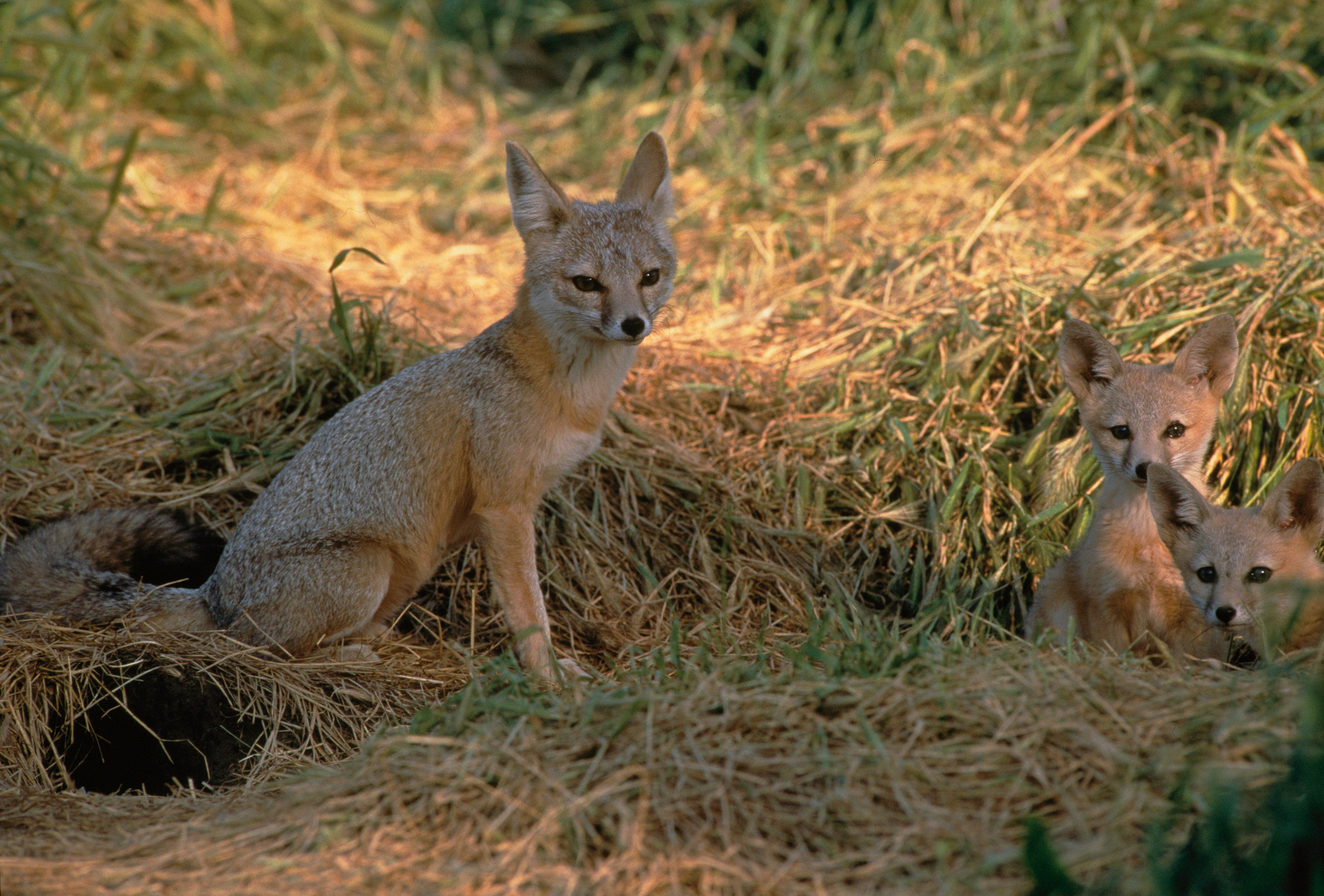
Một gia đình cáo nhỏ San Joaquin giữa bãi cỏ

Phân loài cáo nhỏ San Joaquin (Vulpes macrotis mutica) của cáo nhỏ Bắc Mỹ từng rất phổ biến ở thung lũng San Joaquin và miền Trung California. Song hơn nửa thế kỉ kể từ tháng 3 năm 1967, phân loài này vẫn đang nằm trong danh mục nguy cấp của Sách Đỏ IUCN. Số lượng của phân loài này năm 1990 ước tính là 7.000 cá thể. Ngày 26 tháng 9 năm 2007, Wildlands Inc. quyết định dành riêng 684 mẫu Anh (277 ha) để bảo vệ môi trường sống cho phụ loài này. Dù vậy, số lượng cáo nhỏ San Joaquin vẫn không ngừng giảm sút với nguyên nhân chủ yếu là mất môi trường sống, bên cạnh sự cạnh tranh với loài cáo đỏ cũng như mất cân bằng hệ sinh thái từ việc loại trừ sói xám khỏi California và sói đồng cỏ trở thành động vật săn mồi chiếm ưu thế.

## Miêu tả
Cáo nhỏ Bắc Mỹ là loài nhỏ nhất thuộc họ Chó được tìm thấy ở Bắc Mỹ (ngoại trừ một số giống chó nhà được lai tạo đặc biệt như Yorkshire). Loài có đôi tai lớn khoảng 71 đến 95 mm (2,8 đến 3,7 in), giúp chúng hạ thấp thân nhiệt cũng như có thính giác phi thường, tương tự như cáo fennec. Cáo nhỏ Bắc Mỹ là loài dị hình giới tính với kích thước con cái nhỏ hơn đôi chút so với con đực. Cân nặng của loài khoảng từ 1,6 đến 2,7 kg (3,5 đến 6,0 lb) và chiều dài thân từ 455 đến 535 mm (17,9 đến 21,1 in) cộng thêm phần đuôi dài 250 đến 340 mm (9,8 đến 13,4 in). Cáo nhỏ Bắc Mỹ thường có bộ lông màu xám với tông màu gỉ cùng một đỉnh đen cuối phần đuôi nhưng không có sọc như ở cáo xám. Phần bụng và phía trong tai thường có màu sắc sáng hơn. Chúng cũng có những đốm đặc trưng quanh vùng mũi.

## Thức ăn
Cáo nhỏ Bắc Mỹ gần như là loài ăn đêm nhưng thi thoảng chúng cũng mạo hiểm ra khỏi hang vào ban ngày. Chúng thường đi săn mồi ngay sau hoàng hôn và bắt những loài động vật nhỏ như chuột nhảy hai chân, thỏ đuôi bông, thỏ tai to đuôi đen, chuột đồng, thỏ đồng, cầy thảo nguyên, côn trùng, rắn, thằn lằn, cá và những loài chim cư ngụ dưới mặt đất. Chúng cũng ăn cả xác thối. Tuy gần như là động vật ăn thịt, khi nguồn thức ăn trở nên khan hiếm, cáo nhỏ Bắc Mỹ được biết cũng tiêu thụ cà chua (Lycopersicon esculentum), quả xương rồng (Carnegiea gigantea) cùng một số loại trái khác. Nhiều gia đình nhà cáo nhỏ có thể chia sẻ vùng săn mồi cùng nhau nhưng thường không đi săn cùng thời điểm.

## Sinh sản
Cáo nhỏ Bắc Mỹ gần như là loài đơn phu thê, với con đực và con cái thường kết đôi với nhau từ tháng mười đến tháng mười một. Song mối quan hệ đa phu thê ở loài này cũng đã từng được ghi nhận. Thai kỳ của cáo nhỏ cái kéo dài từ 49 đến 55 ngày và cáo con thường được sinh vào khoảng tháng ba đến tháng tư theo từng lứa 1 đến bảy con non. Sau bốn tuần, chúng sẽ rời khỏi hang và sẽ được cai sữa sau tám tuần. Cáo non sẽ hoàn thiện đầy đủ về mặt sinh lý vào tháng thứ 10. Cả cáo bố và cáo mẹ đều tham gia vào việc nuôi dưỡng và bảo vệ đàn con. Một nghiên cứu ở California trên 144 cáo nhỏ Bắc Mỹ non cho biết tỉ lệ tử vọng của con non trong năm đầu lòng là 74%.